# Frœningen
Frœningen (Fröningen in tedesco) è un comune francese di 660 abitanti situato nel dipartimento dell'Alto Reno nella regione del Grand Est.

## Società

### Evoluzione demografica
Abitanti censiti